# بل ۲۰۷ سیوکس اسکات
بل ۲۰۷ سیوکس اسکات (به انگلیسی: Bell 207 Sioux Scout) یک بالگرد ساختِ کارخانهٔ بل هلیکوپتر در کشور ایالات متحده آمریکا و کانادا است.